# Bilió
Un bilió és un nombre natural que s'escriu 1.000.000.000.000 (10¹²). Correspon per tant a un milió de milions. En el sistema binari s'escriu 1110100011010100101001010001000000000000 i en l'hexadecimal és E8D4A51000. La seva factorització en nombres primers és 2¹² × 5¹². El prefix que el designa al Sistema Internacional d'Unitats és Tera.

## El bilió anglosaxó
Durant el segle xvii un corrent minoritari de matemàtics francesos i italians van adoptar la denominació de bilió per a referir-se a mil milions (109 o 1.000.000.000), nombre que a la resta del món rebia la denominació de miliard. Aquesta denominació s'ha mantingut en anglès americà, portuguès brasiler, grec i turc. L'anglès britànic mantingué la denominació tradicional de bilió fins al 1974, any en el qual el govern del Regne Unit adoptà oficialment "l'escala curta" i actualment el billion s'entén allí que és 109 (l'equivalent a mil milions o miliard de "l'escala llarga").

## Errors habituals de traducció
Com a conseqüència d'aquesta disparitat de definicions es produeixen errors freqüents en la traducció d'articles de l'anglès a altres idiomes. Fins i tot alguns britànics poden arribar a desconèixer si un text en anglès fa referència a un o altre significat, perquè encara hi ha un cert grau de coexistència d'ambdós usos, tot i el retrocés del tradicional.
En aquest sentit, en català un billion anglosaxó s'ha de traduir com a miliard. Igualment, un billionaire cal traduir-lo com a mil-milionari o, tot i que és menys usat, com a miliardari. Alternativament, pot emprar-se la traducció menys precisa de multimilionari.
Un error anàleg és també en la traducció de trillion. Per exemple, el PIB dels Estats Units d'Amèrica, en anglès seria 13.5 trillion US dollars, que correspondria a 13,5 bilions de dòlars en català (tot i que totes dues denominacions es refereixen a la mateixa xifra, 13,5x1012).